# Nicolas Vouilloz (football)
Cet article concerne un footballeur suisse. Pour le coureur cycliste français, voir Nicolas Vouilloz.
Nicolas Vouilloz, né le 11 mai 2001 à Chêne-Bougeries en Suisse, est un footballeur suisse, qui évolue au poste de défenseur central au FC Bâle.

## Biographie

### En club
Né à Chêne-Bougeries en Suisse, Nicolas Vouilloz est formé par le Servette FC. Il fait sa première apparition avec l'équipe première le 24 juin 2020, lors d'une rencontre de Super League contre le FC Sion. Il entre en jeu à la place de Anthony Sauthier et les deux équipes se neutralisent (1-1 score final).
Le 24 août 2021, Vouilloz prolonge son contrat avec le Servette jusqu'en juin 2024. Il marque son premier but chez les professionnels le 18 décembre 2021, lors d'une rencontre de championnat à l'extérieur contre le FC Lucerne, sur une déviation de la tête après un centre sur coup franc de Miroslav Stevanović. Le match se termine par une victoire grenat sur le score de deux buts à zéro. Lors de la saison 2021-2022, il s'impose comme un titulaire dans la défense du Servette.
Le 30 novembre 2023, le club et lui parvienne à un accord pour une prolongation de contrat jusqu'en 2026.
Il quitte le club, Servette FC, en janvier 2024, pour rejoindre le FC Bâle.
Le 5 janvier 2024, lors du mercato hivernal, Nicolas Vouilloz rejoint le FC Bâle. Il signe un contrat courant jusqu'en juin 2028,.
En mai 2025, il devient champion de Suisse avec le FC Bâle (après 7 ans d'attente et le 21e titre du club),.
Début juin 2025, il est vainqueur de la finale de la Coupe de Suisse pour cueillir le sixième doublé de l'histoire du club. A Berne, les Rhénans ont battu 4-1 le FC Bienne lors de la 100e finale de l'épreuve.

### En sélection
Nicolas Vouilloz représente l'équipe de Suisse des moins de 17 ans à deux reprises en 2017.
Vouilloz représente également les moins de 18 ans, jouant trois matchs entre 2018 et 2019, tous en tant que titulaire et le dernier en officiant comme capitaine.
Nicolas Vouilloz joue son premier match avec l'équipe de Suisse espoirs le 30 mai 2021, à l'occasion d'un match amical face à l'Irlande. Il entre en jeu à la place de Marco Burch et son équipe remporte la partie par deux buts à zéro.

## Palmarès
Servette FC (1)
- Vainqueur de la Coupe de Suisse en 2024

 FC Bâle (2)
- Champion de Super League en 2025
- Vainqueur de la Coupe de Suisse en 2025